# 太平宫 (青岛)
太平宫，初名上苑、太平兴国院，是位于山东省青岛市崂山区崂山东部仰口湾畔上苑山南坡的一处道教全真道華山派宫观。第七批全国重点文物保护单位崂山道教建筑群中的11座建筑之一。在崂山百余座现存寺观中，太平宫是有史料可考的最古老道观。

## 历史
北宋宋太祖时，为道士刘若拙在此敕建道场，所建即是上清宫和上苑。上苑因完工于太平兴国年间，故称太平兴国院。金朝明昌年间重修，更名为太平宫。明朝嘉靖四十五年（1566年），再度重修。清朝顺治十年（1653年），再度重修。嘉庆年间，太平宫最为兴盛，时有道士40余人，土地130多亩。1956年、1978年，两次修葺。文化大革命期间，宫内之神像、经卷、文物、庙碑均遭破坏，1983年修复。1982年，太平宫列为青岛市重点文物保护单位。1992年6月1日，对外开放。
2014年2月，太平宫以“修旧如旧”原则进行整修，更换脱落的殿顶瓦砾、重新油饰殿内塑像。4月下旬，整修完成，对外开放。时，票价由4元/1人调整为5元/1人，1米以下、12岁以下儿童；现役军人、残疾人可凭有效证件免费游览。

## 现存建筑
今太平宫占地面积约2500平方米，建筑面积500平方米，皆为硬山式建筑。
三间正殿旧祀三清和玉皇，东配殿祀三官，西配殿祀真武。或说三间正殿，除祭祀媽祖外，东、西配殿分祀关圣、真武。殿堂共计9间，另有8间道舍、客堂、厨房。